# Chukjibeop
Chukjibeop (축지법) es un término en coreano traducido como 'método mágico de reducción de distancia' y se refiere a un método hipotético de contraer la distancia física. Es similar a la velocidad sobrenatural o la teletransportación.

## Historia
El concepto de 'Chukjibeop' es común en la mitología del este de Asia. El término chino equivalente es Qinggong, mientras que la palabra japonesa es Shukuchi. Un término coreano relacionado es 'Bihaengsul', que significa un poder sobrenatural para levitar, volar y viajar a través del tiempo y el espacio.

El término aparece en el título de una canción popular de Corea del Norte llamada 'El general usa el Chukjibeop' sobre Kim Jong-il. Como parte del culto a la personalidad de Corea del Norte, a los líderes de Corea del Norte se les ha atribuido esta capacidad. En 2020, el periódico del partido Rodong Sinmun publicó una supuesta anécdota de 1945 en la que Kim Il-sung describió los métodos de engaño que usó mientras luchaba contra las fuerzas japonesas, mientras negaba la existencia literal del chukjibeop:
De hecho no hay nadie que desaparece, y después de desaparecer reaparece, y no se puede plegar la tierra. Es gracias al apoyo activo de las masas populares que pudimos luchar contra bandidos fuertemente armados durante la lucha armada antijaponesa. Si hay un "chukjibeop", es el "chukjibeop" del pueblo.